# Olcegepant
Olcegepant (INN, tên mã BIBN-4096BS) là một chất đối kháng thụ thể peptide liên quan đến gen calcitonin đang được nghiên cứu như là một điều trị tiềm năng cho chứng đau nửa đầu.
Một phân tích tổng hợp năm 2013 cho thấy olcegepant và telcagepant có hiệu quả và an toàn so với giả dược.